# Wohnsiedlung Sihlfeld
Die Wohnsiedlung Sihlfeld ist eine kommunale Wohnsiedlung beim Hardplatz in Zürich-Aussersihl, die 1920 bezugsbereit war. Sie entstand aufgrund der Wohnungsnot während des Ersten Weltkriegs.

## Lage
Die Siedlung besteht aus einem Teil einer geschlossenen Blockrandbebauungen, der sich nördlich entlang der Hirzelstrasse, westlich der Sihlfeldstrasse und südlich des Hardplatzes befindet. Auf der anderen Seite der Hirzelstrasse befindet sich die Schule Sihlfeld. Die Siedlung ist durch die Tramhaltestelle «Hardplatz» erschlossen.

## Geschichte
Während des Ersten Weltkriegs wechselte in der Stadt die Situation von grossem Wohnungsleerstand sehr schnell in eine Wohnungsnot. Im August 1917 wurden stadtweit noch 20 leerstehende Wohnungen gemeldet. Der private Mietwohnungsbau kam praktisch zum Erliegen, weil die Baukosten und die Zinsen in die Höhe schnellten. Die Siedlung wurde vom Stadtbaumeister Friedrich Wilhelm Fissler entworfen, der zuvor bereits die Wohnsiedlungen Limmat I und Riedtli realisiert hatte.

## Bauwerk
Die Siedlung besteht aus neun aneinander gebauten Mehrfamilienhäusern – die Häuser entlang der Hirzelstrasse und der Sihlfeldstrasse sind vierstöckig, diejenigen entlang des Hardplatzes fünfstöckig ausgeführt. Das Raumangebot umfasst 72 Wohnungen, deren Grösse von 39 m² grossen 1-Zimmer-Wohnungen bis zu 103 m² grossen 4 ½-Zimmer-Wohnungen reicht, der grösste Teil der Wohnungen sind 3-Zimmer-Wohnungen mit einer Fläche zwischen 56 und 81 m².